# 郭万清

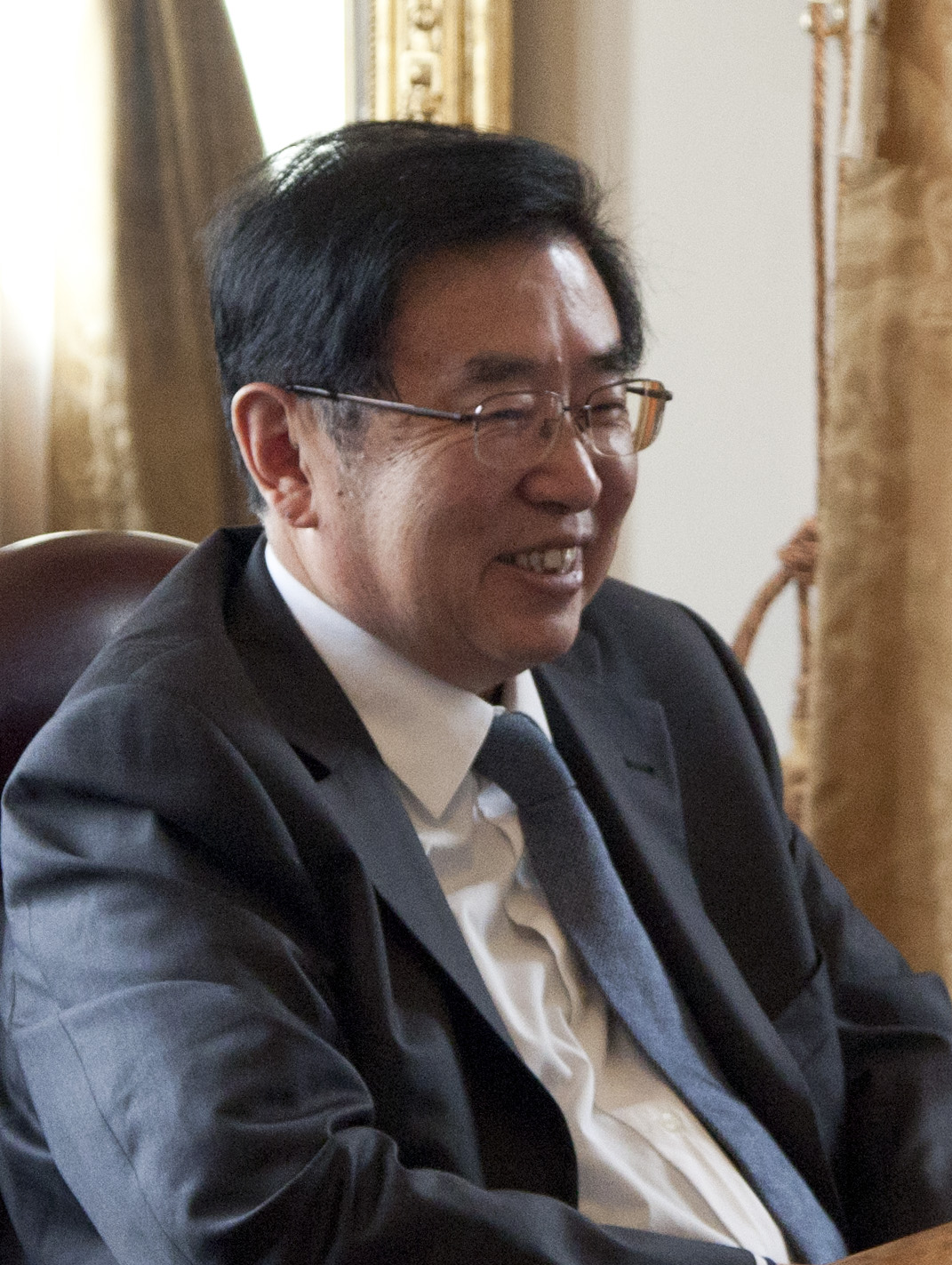
郭万清，2012年

郭万清（1950年7月—），男，汉族，安徽肥东人，中华人民共和国政治人物，曾任中共合肥市委副书记，合肥市人民政府市长，安徽省人大常委会副主任，第十届全国人大代表。